# Lydia Möcklinghoff

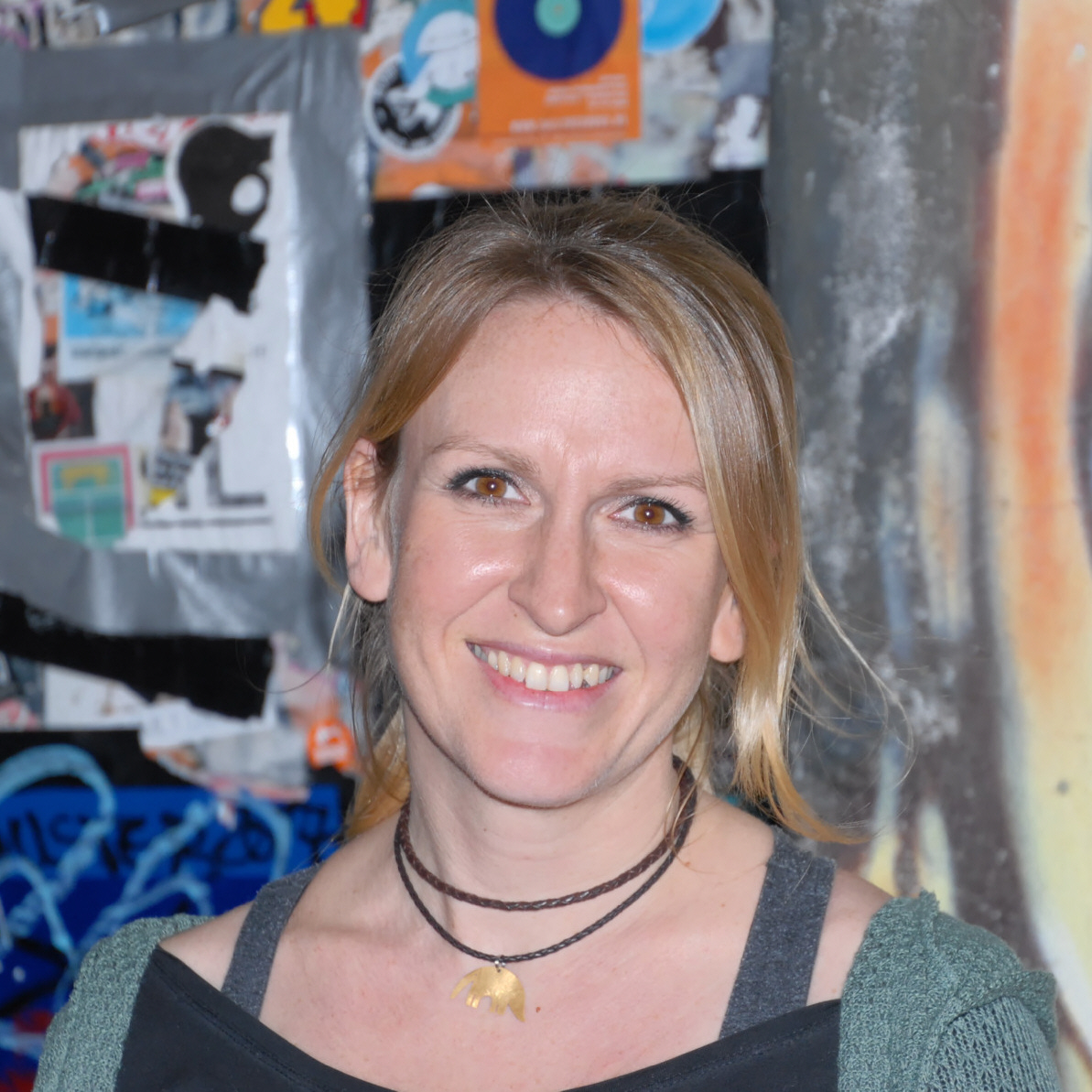
Lydia Möcklinghoff (2018)

Lydia Möcklinghoff (* 3. Februar 1981 in Wilhelmshaven) ist eine deutsche Zoologin, Tropenökologin, Autorin und Ameisenbärenforscherin. Sie ist die erste Wissenschaftlerin, die das Leben der laut IUCN vom Aussterben bedrohten Großen Ameisenbären länger als ein Jahr beobachtet hat und über das Sozialverhalten des Tieres, Anforderungen an seinen Lebensraum, Gefährdung des Tieres und die für sein Überleben notwendigen Bedingungen forscht.

## Leben
Lydia Möcklinghoff wuchs zusammen mit ihrer Schwester in Köln und Walldorf bei Heidelberg auf. Ab 2003 studierte sie an der Universität Gießen Biologie und wechselte nach dem Grundstudium 2005 an die Julius-Maximilians-Universität Würzburg, um Tropenökologie und Verhaltensbiologie zu studieren. Bis 2008 absolvierte sie dort das Diplomstudium Biologie mit dem Schwerpunkt Tierökologie und Tropenbiologie. Sie studierte unter anderem bei Karl Eduard Linsenmair, Frauke Fischer und Jürgen Tautz und verbrachte von 2005 bis 2008 mehrere Forschungsaufenthalte mit Direktbeobachtungen zu Ökologie und Verhalten Großer Ameisenbären in Boa Vista im nordbrasilianischen Bundesstaat Roraima. Ihre Dissertation schrieb sie über ihre Studien zur Akzeptanz von Großen Ameisenbären (Myrmecophaga tridactyla) gegenüber dem künstlichen Plantagen-Habitat in Nordbrasilien.

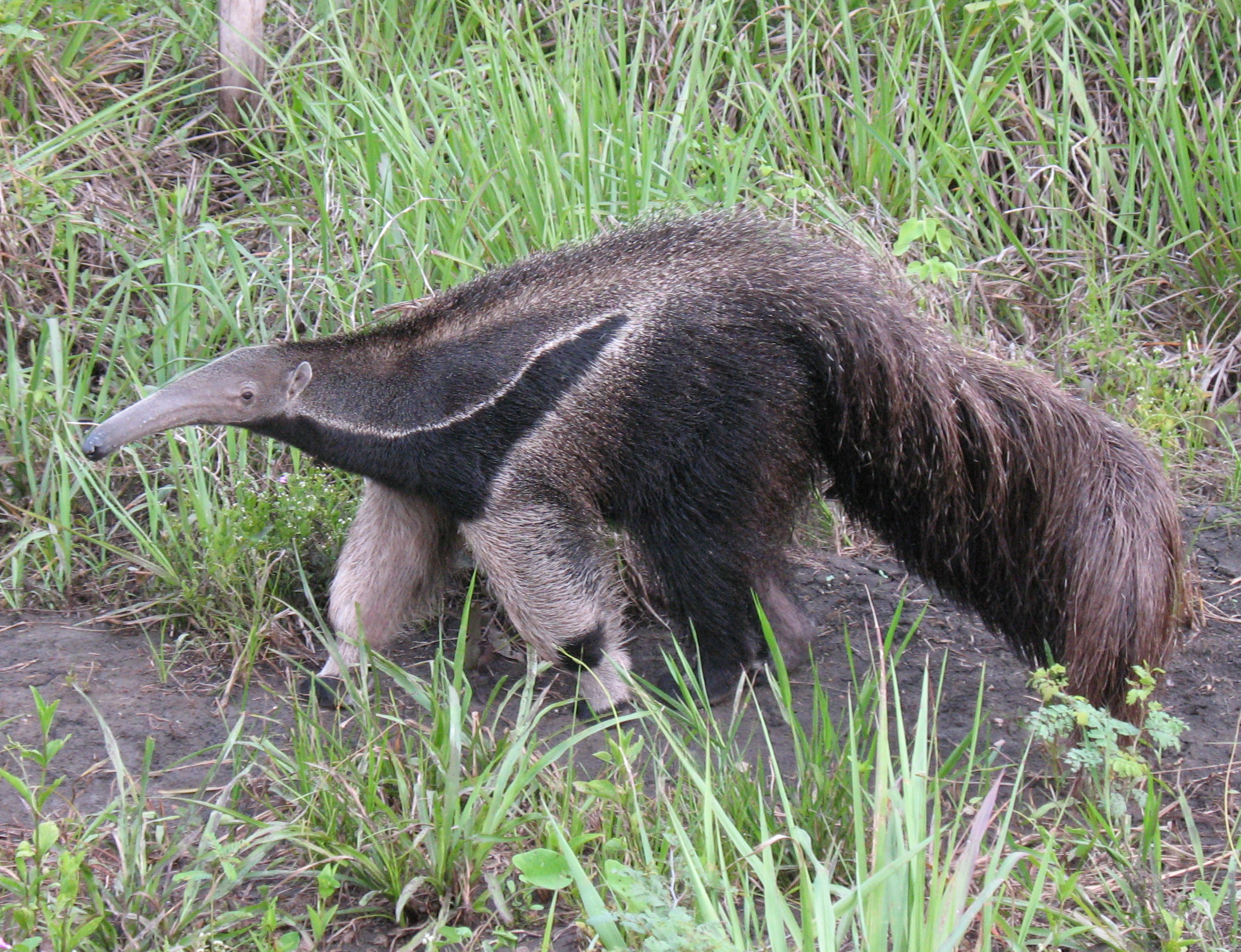
Großer Ameisenbär im Pantanal (Foto 2010)

Gefördert mit einem Promotionsstipendium bis Juni 2013 der Studienstiftung des deutschen Volkes forscht und arbeitet sie seit 2008/2009 als Doktorandin am Zoologischen Forschungsmuseum Koenig (ZFMK) in Bonn, Arbeitsgruppe Tropenökologie mit dem Thema: Conservation relevant research on mammals in the Pantanal wetland in Brazil- implications for a wildlife compatible land use praxis. und kooperiert in Brasilien mit der Staatlichen Universität Mato Grosso. Im Jahr 2009 nahm sie im Team unter Projektleiter Karl-Ludwig Schuchmann an einer Exkursion im brasilianischen Pantanal teil, das mithilfe von Kamerafallen und Direktbeobachtungen die terrestrische Säugetierfauna mit Fokus auf die Erforschung des Großen Ameisenbären erkundete.
Lydia Möcklinghoff ist verantwortlich für das erste und aktuell einzige mehrjährige Forschungsprojekt zu Ökologie und Verhalten des Großen Ameisenbären des Verbandes der Zoologischen Gärten (VdZ). Die deutsch/brasilianische Kooperation mit Veterinärmedizinern und Biologen wird finanziell und fachlich durch den Zoo Dortmund und den Kölner Zoo unterstützt. Sie lebt im Kölner Stadtteil Neustadt-Nord, verbringt aber seit 2009 mehrere Monate pro Jahr mit Feldstudien, Säugetier-Kamerafallenstudien und Verhaltensforschung am Großen Ameisenbären im westbrasilianischen Bundesstaat Mato Grosso do Sul auf der 110 Quadratkilometer großen Rinderfarm „Fazenda Barranco Alto“ im südlichen Pantanal. Die Farm wird von dem Diplom-Biologen Lucas Leuzinger und seiner Frau Marina Schweizer, einer Agrar-Ingenieurin, betrieben, die auf dem Gelände ein Wohnhaus für bis zu acht Wissenschaftler verschiedener Forschungszweige zur Verfügung stellen.
Sie arbeitet als Wissenschaftsjournalistin für Hörfunk- und Naturfilmredaktionen, wie etwa beim Podcast des GEO Magazins (GEO. Der Podcast.) bei Audible und seit 2019 als freie Autorin beim WDR. Mit der Naturfilmproduktion Doclights und Coraxfilm wurden zwei Naturfilmproduktionen über das Pantanal umgesetzt. In ihren Büchern, Lesungen, Vorträgen, Science-Slams, Radio- und Fernsehbeiträgen informiert sie über Artenschutz, ihre Forschungen und das Leben des Großen Ameisenbären.

## Forschung

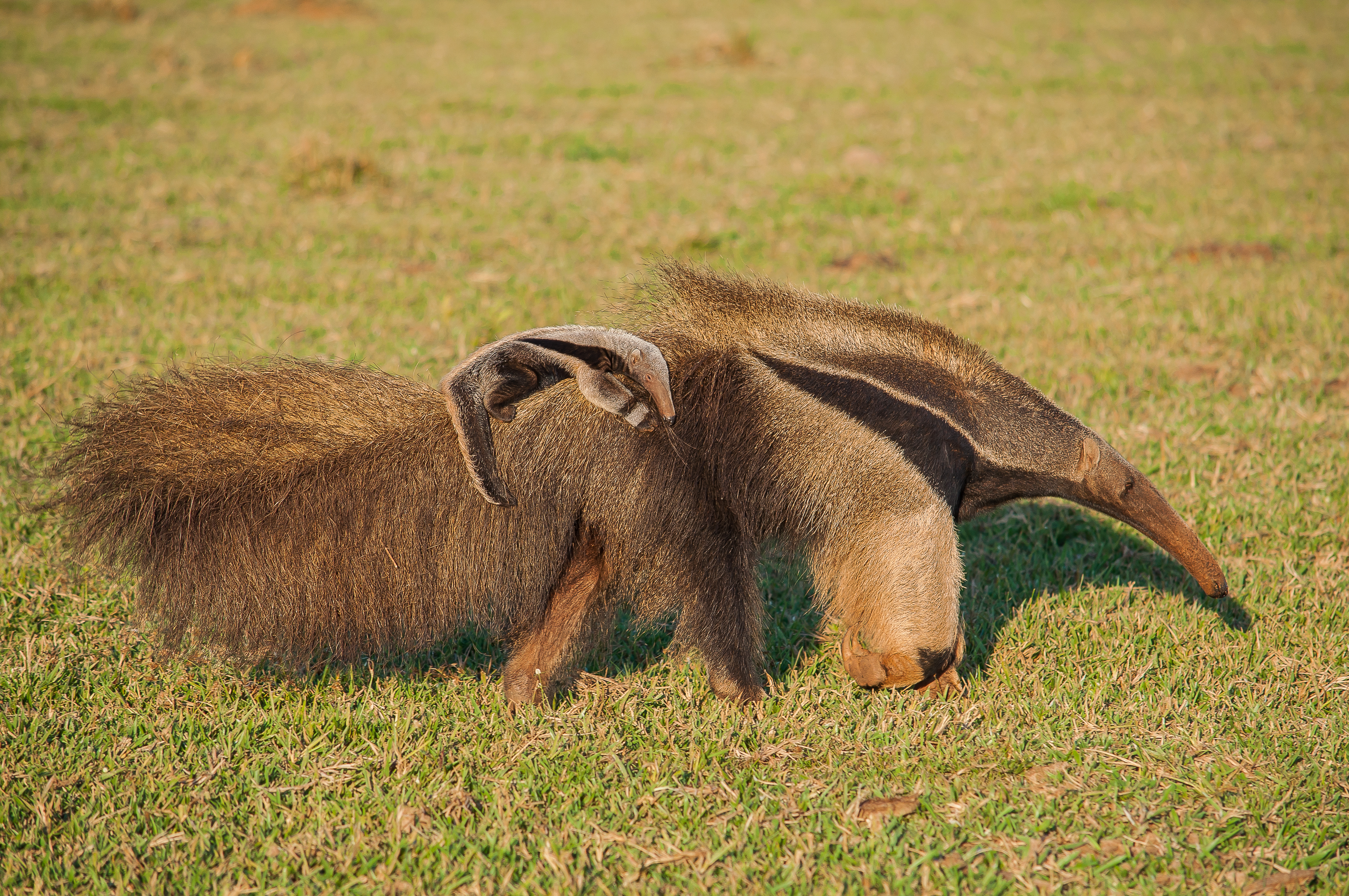
Großer Ameisenbär mit Jungem im Pantanal

Über das Verhalten der Großen Ameisenbären in freier Wildbahn ist bislang vieles unbekannt, da keine Langzeitbeobachtungen existieren und die wenigen größeren Studien über das Verhalten des Großen Ameisenbären teils veraltet sind. Lydia Möcklinghoff versucht offene Fragen zu klären, wie etwa zur Partnerwahl und zum Paarungsverhalten der Tiere, das nur im Zoo, aber noch nie in freier Wildbahn beobachtet werden konnte, sowie zum Markierverhalten des Tieres.
Sie untersuchte das Verhalten der Tiere in einem künstlichen Plantagen-Habitat in Nordbrasilien. Dort wurden große Teile der nativen Savanne mit Wertholzplantagen aufgeforstet. Sie wies in ihrer Dissertation nach, dass die mit der Akazienart Acacia mangium nachhaltig bewirtschafteten Wertholzplantagen von den Großen Ameisenbären nicht nur als Alternativ-Habitat angenommen, sondern vor dem natürlichen Umfeld der nordbrasilianischen Savanne bevorzugt wurden. Die dort in außergewöhnlicher Dichte auftretenden Tiere hatten entgegen den Werten aus der Literatur sehr kleine, überlappende Streifgebiete, in denen sie Begegnungen mithilfe einer zeitlich organisierten Raumnutzung vermeiden, die eventuell durch Duftmarken an Bäumen koordiniert wird. Zusammen mit einem Kollegen beobachtete sie erstmals, dass Ameisenbären die Rinde an Bäumen aufkratzen, diese erklettern und sich in etwa einem Meter Höhe am Stamm reiben, vermutlich um Duftmarken anzubringen, die der sozialen Kommunikation der Tiere untereinander dienen könnten. Dieses Markierverhalten war bislang von Ameisenbären nicht bekannt.
Ihre Forschung im Pantanal dient dem Schutz der Großen Ameisenbären, die in einigen Gegenden bereits ausgestorben sind. Ziel ist die Entwicklung von Schutzkonzepten für die Art und ihren Lebensraum. Dazu werden durch eine Kamerafallenstudie Daten zu Aktivitäts- und Bewegungsmustern gesammelt und ein Fotoregister der Tiere angelegt. Dabei zeigte sich, dass Ameisenbären in freier Wildbahn jährlich Nachwuchs haben. Die Beobachtungen aus dem Norden Brasiliens hinsichtlich stabiler, sich gegenseitig überlappender Streifgebiete konnte auch im Pantanal bestätigt werden, ebenso der Austausch von Informationen durch Duftmarken. Durch die Entwicklung von an den Körperbau der Ameisenbären angepassten Sendehalsbändern können die Bewegungsmuster der Ameisenbären über ein Jahr verfolgt werden.

## Veröffentlichungen
In ihrem 2015 erschienenen Buch Ich glaub, mein Puma pfeift! Als Forscherin im reichsten Tierparadies der Welt beschreibt sie ihre Forschungstätigkeit in Brasilien. 2016 veröffentlichte sie mit dem Buch Die Supernasen. Wie Artenschützer Ameisenbär & Co. vor dem Aussterben bewahren einen Überblick über die heutigen Arbeitsfelder von Zoologen und Ökologen und „ein authentisches Bild heutiger Feldforschung […] gespickt mit Informationen zur Kultur des jeweiligen Landes und kleinen Exkursen in die Ökologie und Evolution“. Dabei flossen Erfahrungen aus ihren Forschungsaufenthalten ein, wie 2014 die Initiierung einer Kamerafallenstudie im Bergregenwald beim Volk der Naso am Rio Teribe in Panama.
- Erbsenhirnparalleluniversumsforschung am Beispiel des Großen Ameisenbären. In: Ein Science-Slam-Buch. Hrsg. André Lampe, Lektora Verlag, 2017, ISBN 978-3-95461-095-2
- Die Supernasen. Wie Artenschützer Ameisenbär & Co. vor dem Aussterben bewahren. Mit Illustrationen von Lydia Möcklinghoff. Carl Hanser Verlag, 2016, ISBN 978-3446448742[10]
- Ich glaub mein Puma pfeift! Als Forscherin im reichsten Tierparadies der Welt. Bastei Lübbe, 2015, ISBN 978-3-404-60861-4[18]
- Lydia Möcklinghoff, Karl-Ludwig Schuchmann, Kathrin Burs, Ricarda Wistuba, Marinêz I. Marques, Olaf Jahn, Todor Ganchev, Josiel M. de Figueiredo, Filipe Ferreira de Deus: Descobrindo a vida secreta dos mamíferos do Pantanal. In: Sociedade Brasileira de Zoologia, Nr. 108, April 2014, S. 7–8[19]
- The Giant Anteater (Myrmecophaga tridactyla) – Influence of natural and anthropogenic changes in habitat on the ecology of giant anteaters in the southern Pantanal, Mato Grosso do Sul, Brazil. Dissertation, 2011[20]
- Social Organization and Habitat Use of the Giant Anteater (Myrmecophaga tridactyla) in Timber Plantations in Northern Brazil. Diplomarbeit, 2008[14]

## Öffentliche Auftritte (Auswahl)
Fernsehen und Radio
- Zwischentöne. Deutschlandfunk, 13. April 2025: Zoologin Lydia Möcklinghoff: "Wir können uns vom Ameisenbären einiges abschauen" (mit Musik) (75-minütige Fassung ohne Musik)
- Expeditionen ins Tierreich: Unter Raubkatzen und Ameisenbären. Norddeutscher Rundfunk, 3. November 2021
- Sumpf ist Trumpf. Flux FM, 2019, 11 Teile. Konzept, Autorin, Moderation und Aufnahmen: Lydia Möcklinghoff, Produktion und Schnitt: Flux FM
- Ameisenbär Aktuell. SWR3 Weltweit, 2019, 12 Teile. Konzept, Autorin, Moderation: Lydia Möcklinghoff. Aufnahmen und Schnitt: Sabrina Kemmer
- Gürteltier Aktuell. SWR3 Weltweit, 2019, 12 Teile. Konzept, Autorin, Moderation: Lydia Möcklinghoff. Aufnahmen und Schnitt: Sabrina Kemmer
- Markus Lanz. ZDF, 26. September 2019 (ab Min. 0:59)
- Heimatflimmern: Dschungel in der Stadt – Der Kölner Zoo. Film von Herbert Ostwald, WDR Fernsehen, 5. April 2019 (Min. 36:30–39:45)
- Weltweit. SWR3, 13. Januar 2019
- Nachtcafé. SWR Fernsehen, 11. Januar 2019
- Das Ameisenbärtagebuch. Flux FM, 14 Folgen, 4. Juni – 10. September 2018. Konzept, Autorin, Moderation und Aufnahmen: Lydia Möcklinghoff. Produktion und Schnitt: Flux FM[21]
- Jörg Thadeusz. WDR 2, 24. Mai 2018[22]
- Im Gespräch. Deutschlandfunk Kultur, 31. Juli 2017[23]
- SWR2 Wissen: Aula. SWR2, 20. Juni 2017[24]
- West ART. WDR, 10. April 2017[25]
- Resonanzen. WDR 3 Live Radio, 10. April 2017[26]
- Sonntagsfragen. WDR 2, 5. Februar 2017[27]
- Planet Wissen. WDR/SWR, 1. Februar 2017[28]
- 3 nach 9. Radio Bremen TV, 2. Dezember 2016[29]
- Lesart. Deutschlandfunk Kultur, 22. November 2016[30]
- Markus Lanz. ZDF, 19. Oktober 2016
- Doppelkopf. hr2-kultur, 23. August 2016
- Leute. SWR1, 26. November 2012[31]

Science Slams, Lesungen, Vorträge
- Science Slam Köln, 11. April 2018
- Lesung RWTH Aachen in der Reihe LiteraTour Aachen, 10. April 2018
- Science Slam, Universität Gießen, 3. November 2017[32]
- Vortrag Bergzoo Halle, 25. April 2017[33]
- Lesung Tiergarten Straubing, 24. März 2017[34]
- Vortrag Kölner Zoo, 13. Dezember 2016[35]
- Frankfurter Science-Slam des Physikalischen Vereins, 19. November 2016[36]
- Science Slam Halle, 18. November 2016
- Science Slam, Oktober 2015[37]
- Science Slam Dortmund, 27. Mai 2013[38]
- Science Slam Karlsruhe, 24. April 2013[39]